# Acontia nitidula
Acontia nitidula is een vlinder van de familie van de uilen (Noctuidae). De wetenschappelijke naam van deze soort is voor het eerst voorgesteld als Bombyx nitidula door Johan Christian Fabricius in een publicatie uit 1787.

## Verspreiding
De soort komt voor in Kenia, Tanzania, Zuid-Afrika, Jemen, India, Nepal, China, Myanmar en Thailand.

## Waardplanten
De rups leeft op Gossypioides kirkii (Malvaceae) en Calotropis sp. (Apocynaceae).